# Tómas Riether
Tómas Riether, född 10 april 1964, är en friidrottare från Chile. Han deltog vid olympiska sommarspelen 1992.